# 2015年坎巴尼薩德爆炸案
2015年坎巴尼薩德爆炸案，是指發生於2015年7月17日，在伊拉克迪亞拉省坎巴尼薩德的一起汽车炸弹自殺攻擊案。本案造成至少120人死，以及至少130人受傷，其中包括了15名孩童，另仍有17至20人失蹤。
案發後，恐怖組織伊斯蘭國（ISIL）已公開聲稱為本案的主謀，目標是為了殺死什叶派穆斯林。伊拉克當局稱，本案是近十年傷亡最慘重的單一自殺炸彈攻擊，而死亡人數可能還要再上升。

## 經過
一輛載滿炸藥，偽裝成賣冰的卡車駛入當地的露天市集。雖然案發時已近太陽西下，但當時氣溫仍達攝氏35度，加上當日正舉辦慶祝齋月結束的開齋節活動，於是有大批人潮圍繞卡車周邊等候買冰。宣稱販售特價冰品的卡車引爆後，將城鎮內的主要道路炸出一個大洞。警方稱，這輛卡車在車底綁了1噸的炸藥，不過ISIL則稱有3噸。